# Province d'Imperia
Pour les articles homonymes, voir Imperia.
La province d'Imperia (provincia di Imperia en italien) est une province italienne de la Ligurie, ayant pour chef-lieu Imperia. Elle est située à l'est des Alpes-Maritimes et au sud du Piémont (province de Coni). Son code et sa plaque minéralogique est IM.

## Géographie
La province d'Imperia, frontalière de la France à l'ouest, est un petit territoire enclavé entre les Alpes au nord et la mer de Ligurie au sud. 
Les villes principales sont Imperia, Sanremo et Vintimille. Ce sont d'importantes stations balnéaires et des centres de villégiature pour retraités.
Les vallées, encore très agricoles, se dépeuplent inexorablement. D'importants villages, comme Dolceacqua ou Apricale, sont dotés d'un patrimoine historique reconnu et constituent des destinations touristiques de l'arrière-pays ligurien.

## Politique
La province d'Imperia est marquée à droite. À l'issue des élections provinciales de 2010, son conseil provincial pour la législature 2010-2015 est ainsi réparti :
- Le Peuple de la liberté : 8 sièges ;
- Parti démocrate : 5 sièges ;
- Liste locale pour la liberté : 4 sièges ;
- Ligue du Nord : 3 sièges ;
- Italie des valeurs : 1 siège ;
- Gauche, écologie et liberté : 1 siège.

## Histoire
Le territoire de la province actuelle appartenait historiquement à la province de Nice. Avec le traité de Turin de 1860, la partie occidentale de la province fut cédée à la France, et la partie qui restait au royaume de Sardaigne, composée des districts de Port-Maurice (en italien : Porto Maurizio) et de San Remo mais à l'exclusion de la Brigue et de Tende, allait constituer la province de Porto Maurizio.
En 1923, à la suite de la fusion de la capitale Port-Maurice avec la nouvelle ville d'Imperia, la province prend son nom actuel.
En mai 1945, le territoire de la province est occupé par les troupes françaises, avec l'intention de l'annexer. Le président américain Harry Truman ordonna le retrait de l'armée française au-delà de Vintimille.